# Polityka poważania
Polityka poważania (ang. respectability politics) – pogląd moralistyczny uznający, że grupa marginalizowana powinna naśladować większość i charakteryzować się uprzejmością i byciem poważanym, by zyskać aprobatę i zasłużyć na prawa od dominującej grupy. Jest on wyznawany głównie przez osoby publiczne, przywódców lub naukowców, którzy są członkami różnych marginalizowanych grup. Gdy te osoby, które odniosły sukces, promują politykę poważania, może to być odebrane jako próba kontroli społeczności przez innych jej członków. Zwolennicy polityki poważania mogą próbować przedstawiać swoje osobiste wartości społeczne jako integralne i zgodne z dominującymi wartościami, w związku z czym mogą nie chcieć kwestionować polityki głównego nurtu za brak akceptacji całej grupy marginalizowanej. Ci zwolennicy mogą również nie chcieć kwestionować porażki głównego nurtu w zauważeniu, że różnorodność istnieje również w obrębie grupy marginalizowanej. 
Koncepcja ta została po raz pierwszy sformułowana w 1993 roku przez Evelyn Brooks Higginbotham w książce Righteous Discontent: The Women's Movement in the Black Baptist Church, 1880–1920. W historii Ameryki polityka poważania była praktykowana przez czarnoskórych Amerykanów jako sposób świadomego odłożenia na bok i ograniczania praktyk kulturalnych i moralnych, które były uznawane przez szersze społeczeństwo za niegodne szacunku, szczególnie w kontekście rodziny i dobrych manier. Rozwój afroamerykańskiej polityki poważania był powiązany z pisarzami i działaczami, w tym WEB Du Bois i Bookerem Washingtonem, i może on tłumaczyć wybór i karierę polityczną Baracka Obamy. Prezydent Obama został również skrytykowany za stosowanie polityki poważania podczas jego prezydentury, na przykład podczas swojego przemówienia po decyzji wielkiego jury z 24 listopada w sprawie zastrzelenia Michaela Browna w Ferguson w stanie Missouri. Jednym z najbardziej otwartych zwolenników polityki poważania jest były koszykarz Charles Barkley. 

## Mniejszości rasowe
Termin „polityka poważania” został po raz pierwszy użyty w kontekście czarnoskórych kobiet i ich starań, aby zdystansować się od stereotypowego i pozbawionego szacunku postrzegania ich społeczności. Polityka poważania w dalszym ciągu wpływa na zachowanie zmarginalizowanych rasowo czarnoskórych Amerykanów, którzy zyskują status i prawa poprzez „przestrzeganie hegemonicznych standardów tego, co znaczy być poważanym”. Stereotypy, których najbardziej starają się uniknąć Afroamerykanie, to lenistwo, niższość intelektualna, przemoc i niemoralność. Chociaż polityka poważania była ważnym sposobem, w jaki włączali się oni w swoje wolne życie po emancypacji, dziś istnieje wiele przykładów sytuacji, w których „umyślne ustępstwa wobec wartości społecznych głównego nurtu” czynione przez Afroamerykanów nie promują szacunku wobec nich, i jest tylko mechanizmem obronnym tej mniejszości. Ponadto niektóre badania naukowe wiążą część wysokiego obciążenia chorobą psychiczną czarnoskórych Amerykanów z ich zachowaniami asymilacyjnymi. Naukowcy Hedwiga Lee i Margaret Takako Hicken argumentują, że w dalszych rozmowach na temat polityki poważania należy zawsze rozważać konieczność negocjowania codziennych przestrzeni społecznych przez mniejszości i wpływ tego na zdrowie psychiczne. 

### Geneza terminu
W swojej książce Righteous Discontent: The Women's Movement in the Black Baptist Church, 1880–1920, Evelyn Brooks Higginbotham ukuła termin „polityka poważania”, aby opisać zmiany społeczne i polityczne w społeczności afroamerykańskiej w tym czasie. Szczególnie skoncentrowała się na rewitalizacji Czarnego Baptystycznego Kościoła (Black Baptist Church) i na tym, jak stał się on miejscem samopomocy dla czarnoskórych. Było to szczególnie prawdziwe w przypadku kobiet, dla których kościół był miejscem oporu przeciwko rasizmowi i dehumanizacji. Budowały one szkoły i świadczyły usługi pomocy społecznej, aby zwiększyć swoje poważanie i promować swoje społeczności. 
Ten rodzaj mobilizacji był kontynuowany przez metodologię nauczycieli w społecznościach afroamerkańskich na Południu. Nauczyciele zachęcali swoich uczniów do integracji z białymi społecznościami klasy średniej w nadziei motywowania i inspirowania uczniów, żeby mogli uniknąć niesprawiedliwości rasowej. Nauczyciele ci postrzegali swój zawód jako akt polityczny, pomagając młodym czarnoskórym uczniom oderwać się od negatywnych stereotypów. Oczekiwano, że społeczności czarnoskórych zintegrują się z większością, by stać się bardziej „białymi” i uzyskać dostęp do korzyści politycznych. 
W książce Black Power: The Politics of Liberation Kwame Ture, poprzednio znany jako Stokely Carmichael, i Charles V. Hamilton, ilustrują, w jaki sposób Tuskegee w stanie Alabama nie jest rozpoznawane politycznie przez białych polityków. Populacja Tuskegee jest w 95% czarna, jednak liczby te nie są reprezentatywne w polityce. Ture i Hamilton omawiają to, w jaki sposób Afroamerykanie muszą nieustannie udowadniać swoje kompetencje przed białymi. Jest to niekończący się cykl, ponieważ po osiągnięciu udowodnienia jednego aspektu, inny staje na drodze. 

### Black Lives Matter
Ruch „Black Lives Matter” jest przykładem ruchu przeciwko polityce poważania. Ruch był motywowany zastrzeleniem Trayvona Martina, nieuzbrojonego czarnego nastolatka, który został zabity przez członka straży sąsiedzkiej. Liczba późniejszych policyjnych zabójstw nieuzbrojonych czarnych mężczyzn motywowała rozmowę o stereotypach rasowych i dlatego niektóre stereotypy rasowe sugerują, że czarni mężczyźni są „niebezpieczni”. Ruch „Black Lives Matter” dowodzi, że ludzie zasługują na prawa bez względu na „wszelkie pozornie niegodne poszanowania zachowania”. Zamiast aktywnie unikać negatywnych stereotypów rasowych, ruch „Black Lives Matter” dąży do rozszerzenia koncepcji tego, co znaczy być „poważanym”, i argumentuje, że negatywnym stereotypowym zachowaniom nie należy przeciwstawiać się śmiertelną siłą.

## LGBT
Idea polityki poważania w kontekście społeczności LGBT polega na asymilacji osób LGBT/mniejszości seksualnych w hegemoniczną, heteronormatywną kulturę i społeczeństwo. Miałoby to zostać osiągnięte przez unikanie rzeczy i zachowań stereotypowo związanych z homoseksualizmem (takich jak cross-dressing, krzykliwy ubiór, publiczne okazywanie uczuć, parady równości) i zachowywanie się w „heteroseksualny” sposób. Istnieje wiele perspektyw na to, czy zaangażowanie się w politykę poważania jest dobrym sposobem dla osób LGBT na uzyskanie akceptacji. Jedną perspektywą jest to, że asymilacja jest ważnym i niezbędnym elementem uzyskania praw społeczności LGBT, a dzięki niej osoby LGBT będą miały więcej miejsca na działanie w ramach głównego nurtu, aby uczynić go bardziej akceptującym. Przeciwna perspektywa twierdzi zaś, że asymilacja tylko wzmacnia heteronormatywność społeczeństwa i czyni różnorodność niewidoczną.   
Kampanie na rzecz praw osób LGBT również zmagały się z kwestią polityki poważania. Wprowadzono rozróżnienie między postawą celebrującą i afirmującą różnicę seksualną w kampaniach z lat 60. a współczesnym podejściem, które umniejsza różnice seksualne oraz przedstawia osoby LGBT jako posiadające podobne wartości do szerokiego społeczeństwa heteroseksualnego, i podobne do osób heteroseksualnych. J. Bryan Lowder, pisząc dla Slate'a, nazwał Caitlyn Jenner zwolenniczką polityki poważania w społeczności osób transpłciowych. 

### Równość małżeńska
Przykładem polityki poważania stosowanej przez społeczność LGBT w Stanach Zjednoczonych była sprawa Obergefell v. Hogges z 2015, kiedy Sąd Najwyższy USA orzekł, że małżeństwa osób tej samej płci są legalne. Wiele argumentów na rzecz włączenia społeczności LGBT w heteronormatywną instytucję małżeństwa przekonywało, że prawo osób LGBT do małżeństwa nie zakwestionuje ani nie zmieni tradycyjnych wartości małżeńskich, takich jak monogamia. 

## Kobiety
W Polsce i wielu innych krajach nadal istnieją role płciowe, które określają „godne” zachowania zarówno mężczyzn, jak i kobiet. Historycznie szacunek kobiet wiązał się z pewnymi cechami, których posiadanie pozwalało na pewne praw i korzyści. Niektóre z najbardziej spójnych przymiotników używanych do opisania szacunku kobiet są „schludne, proste, ciche i skromne”. Polityka poważania kobiet różni się od polityki poważania LGBT czy Afroamerykanów, ponieważ aby zyskać szacunek, kobiety muszą przestrzegać stereotypów kobiecości, podczas gdy osoby LGBT i czarnoskóre mogą liczyć na szacunek tylko unikając stereotypów związanych z ich własnymi grupami. Współczesna polityka poważania kobiet jest dodatkowo skomplikowana z powodu niespójnej presji społecznej na kobiety w odniesieniu do seksualności. Według Lary Karaian, profesor z Carleton University, kobiety otrzymują niespójne wiadomości na temat tego, co jest godnym szacunku zachowaniem seksualnym, co prowadzi do wiktymizacji seksualnej i slut-shamingu (najczęściej młodych dziewcząt). 

### Kobiety i moda
Jednym z elementów polityki poważania jest ubranie. Sposób, w jaki kobiety się ubierają, wskazuje na ich miejsce i poziom szacunku w społeczeństwie i społeczności. Kobiety, które ubierają się „godnie”, częściej są akceptowane w instytucjach społecznych i politycznych. Ten precedens stał się najbardziej widoczny w epoce wiktoriańskiej. 

### Kobiety i małżeństwo
Według autorów takich jak Simone de Beauvoir małżeństwo jest elementem polityki poważania kobiet. Chociaż małżeństwo daje dostęp do różnych świadczeń, takich jak opieka zdrowotna i podatkowa, de Beauvoir twierdzi, że wiąże się to również z koniecznością przestrzegania burżuazyjnego poważania. Jest on specyficzny dla kobiet i wymaga od kobiet „pełnienia służby w małżeństwie”. Usługi te obejmują zaspokajanie seksualnych potrzeb mężczyzn i opiekę nad domem. Dzisiaj polityka poważania w małżeństwach jest kwestionowana, ale nie została usunięta przez wyższy poziom równości ekonomicznej i społecznej mężczyzn i kobiet.